# Edward Hopper
Edward Hopper (n. 22 iulie 1882, Nyack⁠(d), Rockland County, New York, SUA – d. 15 mai 1967, New York City, New York, SUA) a fost un pictor american realist și gravor, manifestând anumite conotații moderniste, de varii nuanțe, printre care tușele precizionismului și fotorealismului sunt predominante.
Deși este mult mai bine cunoscut, pe scară largă, pentru pictura sa în ulei, a fost la fel de competent ca acuarelist și gravor în gravurile sale. Cariera sa a beneficiat decisiv de pe urma căsătoriei cu o colegă artistă Josephine Nivison, care a contribuit mult la munca sa, atât ca model de viață, cât și ca partener creativ.
Hopper a fost un artist cu „cheie minoră,” creând drame discretă din subiecte banale „stratificate cu un sens poetic”, invitând la varii interpretări narative, adesea neintenționate. A fost lăudat pentru „adevărul complet în a prezenta America” pe care a descris-o atât de vital și realist.

## Biografie
Hopper s-a născut la Nyack, un mic orășel pe fluviul Hudson. În 1900 se înscrie la New York School of Art, o prestigioasă instituție unde s-au format importanți reprezentanți ai vieții artistice americane. Adevărata influență asupra dezvoltării sale artistice a fost exercitată de maeștrii săi, care-l îndemnau să copieze operele marilor artiști din muzee și să le studieze stilul. Această metodă, care la început ar părea „foartecacademică” (very+c+accademic), l-a familiarizat cu regulile stilului clasic în pictură, l-a învățat meșteșugul pentru a-și găsi apoi propriul drum. După obținerea diplomei, lucrează ca ilustrator publicitar pentru "C.Phillips & Company", apoi, în 1906, întreprinde prima călătorie în Europa, vizitând Parisul, unde experimentează un stil vecin impresionismului. Își continuă călătoria la Londra, Berlin și Bruxelles, lărgindu-și orizontul artistic prin vizitarea principalelor muzee. Întors la New York, participă la expoziția organizată la "Harmonie Club" în 1908. În această perioadă, maturizarea sa artistică se realizează în mod gradat.
După ce a asimilat lecția marilor maeștri, între diverse tentative și experiențe, ajunge treptat la propriul său limbaj, care-și găsește forma originală de exprimare în 1909, când revine pentru 6 luni la Paris și vizitează diverse ateliere.
Hopper este interesat în compoziția figurativă urbană și arhitectonică, în care inserează unul sau două personaje, ca dimensiune psihologică izolată. Experiența impresionistă i-a permis folosirea unei game coloristice impresionante cu folosirea luminii pe fondul unei încadrări de tip fotografic.
Extrema originalitate a lui Hopper reiese și din faptul că, în acea perioadă a unei clime culturale europene în care se agitau diverse tendințe revoluționare în mare parte intelectualizante, uneori de un avangardism forțat, de la cubism la futurism și abstracționism, el prefera mai de grabă stilul lui Édouard Manet sau Camille Pissarro din trecutul apropiat, adaptându-l la peisajul metropolitan de viață urbană.

## Expoziții
În 1913 participă la "Armory Show International Exhibition of Modern Art" iar în 1918 va fi printre primii membri ai clubului "Whitney Studio", cel mai vital centru al artiștilor americani independenți. Succesele obținute cu o expoziție de acuarele (1923) și una de picturi (1924) contribuie la consacrarea lui ca reprezentant de frunte al realismului figurativ în arta americană. În 1933 "Museum of Modern Art" din New York îi organizează prima retrospectivă, următoarea are loc în 1950 sub egida muzeului "Whitney".
În pofida diverselor interpretări ale picturii sale, Hopper rămâne fidel propriei viziuni interioare până la moartea sa la 15 mai 1967, survenită în atelierul său din New York.
Opera lui Hopper poate fi considerată din mai multe puncte de vedere. Esențial este însă modul său modest, discret, aproape impersonal, de a realiza pictura. Folosirea formelor unghiulare și cubice - nu inventate de el, ci existente în natură -, compozițiile simple, aparent nestudiate, fuga de orice artificiu dinamic, sunt elemente ale stilului său care dau impresia de a nu avea de a face cu pictura, dar descoperă un profund conținut spiritual. Atmosfera de tăcere, care pare să domine cele mai importante lucrări ale sale, indiferent de tehnica folosită, este evidentă în acele tablouri cu o prezență umană izolată, dar și în acelea cu tematică arhitectonică pură. Pare că timpul s-a oprit pe loc, într-o stare de încremenire.